# Тонкори
Тонкори (яп. トンコリ, tonkori) — струнний щипковий інструмент народу Айнів із Хоккайдо, Північної Японії та Сахаліна. Зазвичай має п'ять струн. У 1970-х роках цей інструмент практично зник, але був відроджений у кінці XX століття зі збільшенням інтересу до спадщини Айнів.

## Констукція
Тонкори переважно виготовляють із дерева породи Picea jezoensis і традиційно має мечевидну форму. Інструмент близько 120 см довжиною, 10 см шириною та 5 см товщиною.
Струни тонкори виготовляють із кетгуту, оленячих сухожиль або рослинних волокон. Хоча часто згадуються п'ятиструнні тонкори, але вони можуть мати від двох до шести струн. Інструмент має квантову або квітнову налаштування, а музичний стрій переважно a-d'-g'-c'-f'. Подібний стиль мала лише давня версія кото — вагон.

## Виконання

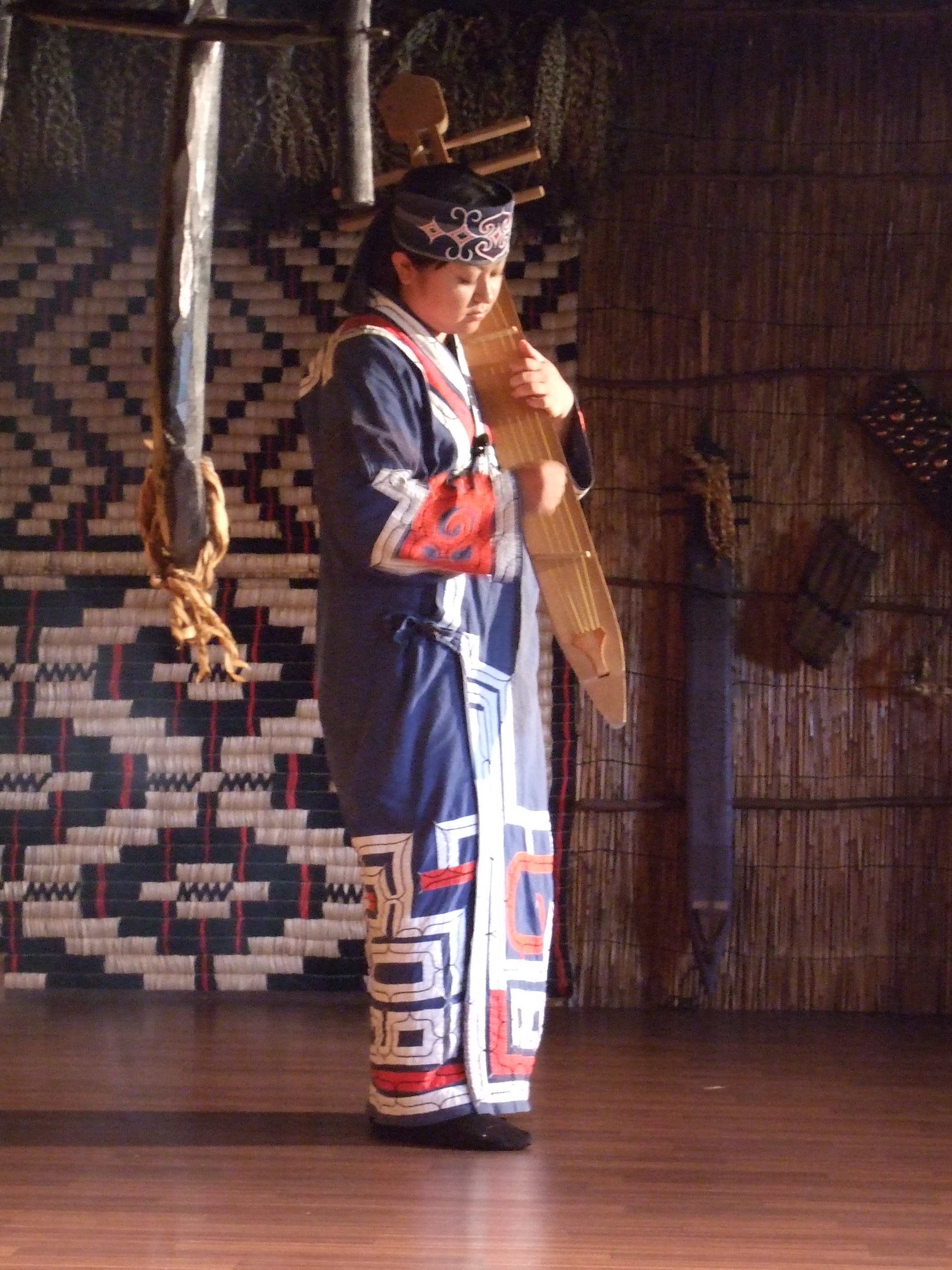
Традиційна демонстрація народу Айни гри на тонкори

Музиканти грають на тонкори, притискаючи його під кутом до грудної клітки та обома руками перебирають струни знизу та зверху. Інструмент використовується як для супроводу пісень або танців, так і для сольного виступу. Традиційно на тонкори грають жінки, але також грають і чоловіки Також за легендами та віруванням людей вважається, що гра на тонкори відганяє злих духів та виліковує від захворювань.
В одному описі традиційної техніки гри на тонкори зазначено, що гравець буде спочатку бренькати по всіх струнах, а потім зіграє один рядок протилежною рукою.. Інший ж опис зазначає, що «великі пальці грають на струнах лише в зовнішньому напрямку.»

## Відродження
Найвідомішим сучасним виконавцем на тонкори є Окі Кано, який часто використовує цей інструмент у сучасній і міжкультурній музиці.
Дослідник Нобухіко Тіба один із тих, хто вичав та аналізував інструмент та його музику.

## Етимологія

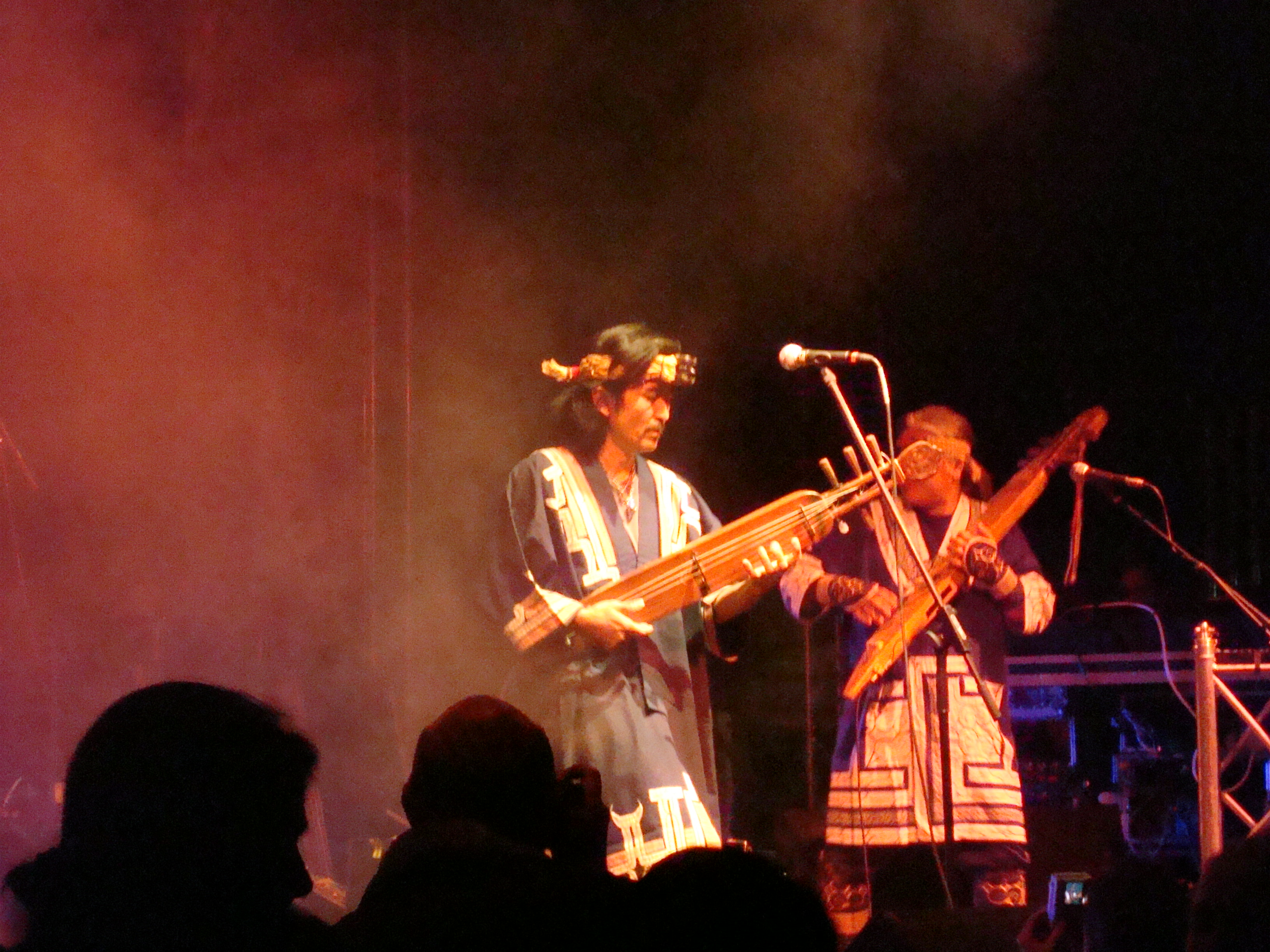
Окі Набо грає на тонкори (2007)

Термін tonkori є звуконаслідувальним описом звука інструмента. Тонкорі також називають ка («рядок»). У кінці 1800-х років дослідник А. Х. Севідж Лендор заявив, що тонкори документально згадувався як mukko («музичний інструмент»).
Лінгвіст Еміко Огнуку-Тірні зазначив, що /tonkori/ іноді вимовляється дзвінко чи глухо на початку: [donkori] або [tonkori]. В одному французькому видання 1962 року зазначається використання орфографічного donkori в більш ранніх працях, а в 1969 «Asian Review», як з'ясовується, використовував tonguri і tongari як альтернативне написання.

## Музиканти
- Окі Кано
- K.D earth
- Sanpe (Нобухіко Чіба)
- ToyToy (Мотої Огава)
- Куміко Сукегава